# La Cousine Angélique
Pour plus de détails, voir Fiche technique et Distribution.
La Cousine Angélique (titre original : La prima Angélica) est un film espagnol réalisé par Carlos Saura et sorti en 1974.

## Préambule
« Lorsque j'écrivais La Cousine Angélique et que j'essayais de reconstruire des moments de mon enfance, je ne me voyais pas comme un enfant [...] mais toujours avec l'âge que j'avais au moment où j'écrivais. Comme si j'étais une sorte d'intrus qui, à mon âge, participait au monde de mon enfance : je n'en étais pas si éloigné puisque c'était le mien. Et c'est cette réflexion que j'ai essayé de mener dans La Cousine Angélique. »

## Synopsis
Luis, célibataire d'une quarantaine d'années, fixé à Barcelone, revient à Ségovie assister au transfert, dans le caveau de famille, des dépouilles de sa mère, décédée vingt ans auparavant. Il loge chez sa tante Pilar, mère de la cousine Angélique qui, au cours des années de guerre civile, fut sa compagne de jeux et la première fille dont il fut amoureux. À présent, celle-ci est la mère d'une fillette pareillement dénommée et qui lui ressemble singulièrement. Le mari d'Angélique, un promoteur immobilier, offre, aux yeux de Luis, des traits de caractère proches de celui du père de sa cousine. Or, ce dernier était alors particulièrement redoutable et Luis se rappelle maintenant une promenade effectuée avec Angélique qui lui valut un sévère châtiment. Désormais, « les pesanteurs du passé envahissent progressivement l'esprit de Luis. »

## Fiche technique
- Titre du film : La Cousine Angélique
- Titre original : La prima Angélica
- Réalisation : Carlos Saura
- Scénario : Rafael Azcona, Carlos Saura
- Direction artistique : Francisco Nieva
- Décors : Elisa Ruiz
- Costumes : Maiki Marín
- Photographie : Luis Cuadrado
- Cadreur : Teo Escamilla
- Son : Luis Rodríguez
- Musique : Luis de Pablo
  - Chansons : Rocío interprétée par Imperio Argentina, Rosario de la aurora et Música de los romanos de Huesca
- Montage : Pablo G. del Amo
- Production : Elías Querejeta
- Société de production : Elías Querejeta
- Société de distribution : Cinema International Corporation
- Pays de production :  Espagne
- Langue originale : espagnol
- Format : couleur (Eastmancolor) — 35 mm — son monophonique
- Durée : 105 minutes
- Dates de sortie :
  - Espagne : 29 avril 1974
  - France : 12 mai 1974

## Distribution
- José Luis López Vázquez : Luis
- Lina Canalejas : Angélique
- Fernando Delgado : Anselmo
- Lola Cardona : la tante Pilar, jeune
- María Clara Fernández de Loaysa : Angélique, enfant
- Encarna Paso : la mère de Luis
- Josefina Díaz : la tante Pilar, âgée
- José Luis Heredia : Felipe Sagun
- Pedro Sempson : le père de Luis
- Julieta Serrano : la nonne

## Autour du film
- La prima Angélica est dédié à Oona et Charles Chaplin, les parents de Geraldine Chaplin, alors compagne du réalisateur.

## Récompense
- Prix du jury du Festival de Cannes 1974[3]

## Commentaires
« En s'alliant avec Azcona et Querejeta, Carlos Saura, déjà devenu le réalisateur de référence de la fin du franquisme, produisit un film qui revisite la guerre civile de manière originale. » La Cousine Angélique put ainsi s'affranchir des ciseaux de la censure.
L'un des attraits du film repose sur « une interpénétration permanente d'images exprimant le passé et le présent, l'Espagne franquiste et celle des années 1970. » « Le protagoniste (la composition de José Luis López Vázquez entre pour beaucoup dans la réussite du film, selon Jacques Lourcelles) revit ses jeunes années lorsqu'il retrouve le décor et les personnages de son enfance, mais il ne le fait pas au moyen de flashback conventionnels, l'interprète principal transformé en un improbable enfant chauve joue dans son passé. ».
« Passant outre à l'humour et à la cocasserie d'un tel procédé, Saura l'utilise surtout pour suggérer, de façon parfois pathétique, l'identité mentale et intérieure de la personne humaine dont le temps modifie seulement [...] l'apparence extérieure. Saura n'ignore pas que, dans un film où passé et présent se côtoient abondamment, c'est toujours le passé qui se trouve valorisé [...]. » Cependant, « la nostalgie n'a rien à faire dans ce portrait intérieur d'un Espagnol reflétant un déchirement intime et personnel mais aussi, [...], les déchirements d'un pays tout entier », analyse Jacques Lourcelles.
En réalité, Saura « réutilise et systématise un procédé déjà introduit dans Le Jardin des délices (1970), qui plus est avec le même acteur (López Vázquez) [...] », écrit François Géal, dans un ouvrage consacré au réalisateur espagnol. La signification première d'une telle méthode est vraisemblablement celle-ci : « traduire la conviction de Saura selon laquelle chez tout individu, passé et présent sont inséparables, souligner qu'il y a une unité du sujet à travers la temporalité », ajoute-t-il. On remarquera que Luis n'est pas le seul protagoniste à être l'objet d'un traitement qui consiste à faire jouer par un seul et unique comédien deux personnages : le personnage contemporain d'Anselmo (Fernando Delgado) - responsable du syndicat local - est joué par le même acteur qui incarne le personnage de Miguel, phalangiste trente ans plus tôt. « Plus encore, ce jeu de doubles et d'échanges d'acteurs est au cœur de la représentation des femmes : la même actrice joue la mère d'Angélica en 36 et Angélica en 73, la même actrice joue Angélica enfant en 36 et Angélica II (sa fille) en 73. Tout le film est donc placé sous le signe de Janus. ».
Carlos Saura déclare lui-même : « Je crois que le passé est essentiel chez les gens et que, d'une certaine façon, ils sont habituellement ce qu'ils sont parce qu'ils ont un passé. En ce sens, je dirais que mes personnages se comportent comme ils le font [...] parce qu'ils ont vécu dans des conditions très particulières. ».
« La manière dont le passé (1936-1939) et le présent (les années 1970) se fondent dans un même espace aide à comprendre le protagoniste de l'histoire, un homme stigmatisé par les expériences de son enfance » écrit, de son côté, Antxon Salvador. Denis A. Canal offre, pour sa part, cette réflexion : « On ne descend pas impunément au gouffre de sa jeunesse : ce que montre Saura dans une œuvre d'une rigueur admirable. ».
Dans ce film « en apparence très différent de La caza (1966) ou Anna et les Loups (1972), on n'observe pas la même violence explicite, meurtrière. Mais c'est une autre violence, tout aussi forte, plus psychologique, plus impalpable. L'évocation de la guerre n'a ici qu'un rôle emblématique, et débouche sur la peinture d'une société tout entière marquée par la violence et la répression : Saura peint une société qui sécrète la peur. La prima Angelica est un grand film sur la peur [...] », conclut François Géal.